# Henri Bazin
Henri Émile Bazin, född 1829, död 1917, var en fransk ingenjör och hydrotekniker. 
Han arbetade först som assistent till Henry Darcy. Efter hans död, fortsatte Bazin det arbete som påbörjades av Darcy.
Bazin arbetade på bygg Canal de Bourgogne som ligger i södra Frankrike.